# Либожада
Либожада — річка в Україні, в Олевському районі Житомирської області. Права притока Уборті (басейн Прип'яті).

## Опис
Довжина річки 13 км, похил річки — 1,8 м/км. Формується з багатьох безіменних струмків. Площа басейну 107 км².

## Розташування
Бере початок на південному сході від Шебедихи. Спочатку тече на південний захід через Артинськ (колишня слобода Людвипіль), а потім на північний захід і на північному сході від Хмелівки впадає у річку Уборть, праву притоку Прип'яті.